# Un radical barbu
Un radical barbu est une pièce de théâtre comique en un acte et huit scènes écrite par Boris Vian en 1950. Jamais jouée et restée inédite, elle est présentée par D'Déé et Christelle Gonzalo dans le tome IX des Œuvres de Boris Vian paru en 2003.

## Les personnages
- Un radical barbu
- Une tenancière de buvette
- Un masseur manager
- Un gros habitué de la tribune
- Un némerpé (phonétique de MRP (Mouvement républicain populaire)
- Un péhêrêle (phonérique de PRL (Parti républicain de la liberté)

## Le décor
Les consignes sont rédigées brièvement par l'auteur : « Porte ouverte à droite. On lit  Chambre des députés. Salle entraînement. Une salle de massage et réunion avant le match : table de massage, buvette faite avec deux caisses et une planche, mur nu, cabine de douche avec un rideau- Au fond, pancarte Hémicycle. »

## Costumes
- Manager et tenancière : cuirs (entraînement)
- les autres : tenue de Boxe

## Pièce ou saynète?
Lorsque le texte a été écrit, Boris Vian ne lui a donné aucun titre. Le titre donné dans l'édition des œuvres complète est choisi parmi les personnages (Un radical barbu) qui est le plus spectaculaire. Le texte de la pièce aurait pu faire partie des Petits spectacles, mais sa longueur (huit scènes) l'apparente davantage à une forme théâtrale qu'à un sketch. D'Déé la qualifie pourtant de « saynète parlementaire », la chambre des députés étant devenue un « ring (wagnérien?) où les règles parlementaires sont changées. »

## Le  contexte
Boris Vian qui détestait les politiques ne se prive pas de les tourner en ridicule en inventant une Chambre des députés où l'orateur monte à la tribune, puis descend dans l'hémicycle pour « défendre son point de vue à coups de poing »  contre son opposant. Les règles veulent que celui qui reste debout l'emporte et le Journal Officiel en prend note. Le vaincu retourne au vestiaire, fouille dans les placards pour trouver d'autres idées, placard dont il a eu du mal à sortir lui-même.

Dans ce contexte de grande instabilité gouvernementale où à partir de 1947, « chaque président du conseil a dû renégocier sans cesse la survie des cabinet ministériels, l'assemble nationale est donc le lieu de tous les combats. » Boris était encore «  violemment pro-civil », comme il le dira plus tard aux appelés du contingent qui contestent l'anti-militarisme de sa chanson Le Déserteur.  Cette satire de la machinerie politique situe  sa position politique à savoir : aucune  précisément comme le souligne Nicole Bertolt dans l'avant propos à  la réédition en Livre de poche  du Traité de civisme. 

« Alors, qui était Boris Vian ?Un chercheur ingénieur avant d'être un écrivain ? Un touche-à-tout? Un apolitique? un  artisto-anarchiste ou anarcho-aristocrate?  Un trublion se fichant de tout et de tout le monde? Une personnalité sulfureuse ou un incompris?. »

## Développement de l'action
(un décalage dans la transcription a fait disparaître la scène VI et saute directement de V à VII ce qui donnerait IX scènes. Le texte ci-dessous rétablit les numérotations sans certitude)
- Scène I : Alexandre (le radical barbu) attend  avec inquiétude le moment de monter à la tribune. Il a le trac « comme Sarah Bernhardt ». Jack  le manager lui propose de le masser, puis de s'entraîner pour passer le temps. Il lui donne des gants de boxe
- Scène II :  arrive la tenancière  Nanette  qu'Alexandre veut peloter : « Me touchez pas m'sieur Alexandre, je suis pas un chèque »
- Scène III : arrivée de Georges et de Robert. Il y a altercation, Alexandre voudrait se battre, Nanette propose du beaujolais. Alexandre en boit. Finalement Georges et Robert lui volent dans les plumes, ce qu'Alexandre trouve très excitant.
- Scène IV : Arrivée de Monsieur  Delabichette du Contour qui se présente à Alexandre ainsi « Monsieur, je suis votre serviteur. » Réponse d'Alexandre « Je veux bien » croyant  un service de beaujolais. Nanette lui reproche d'en boire trop.
- Scène V : Les mêmes, avec entrée de Marcellin et d'un petit domestique avec valise. Delabichette demande les clé au domestique puis les désinfecte tandis qu'Alexandre continue à proposer du beaujolais que Delabichette refuse avec hauteur (un pisse-vinaigre, remarque Alexandre). Il menace de frapper Alexandre, c'est lui qui prend les coups.  Tout le monde se retrouve K.O sauf le manager Jack . Mais déjà arrive l'heure de la tribune (Édouard Herriot va s'impatienter.
- Scène VI : C'est Jack qui monte à la tribune tandis que Marcelin va à la porte pour observer
- Scène VII :  Commentaires de Marcelin sur la performance de Jack à la tribune. D'abord applaudi, puis débordé par des individus qui escaladent la tribune. Commentaire sur le publat qui s'ensuit. Au moment où Alexandre se réveille, Nanette lui redonne un coup sur la tête. Et le commentaire se poursuit comme pour un match de boxe. Guy Mollet et Maurice Thorez font partie de l'échauffourée. Jack l'emporte sur tout le monde. il devient président du conseil.
- Scène VIII : retour de Jack (à la porte on entend des ovations : à l'Élysée!), il veut engager Alexandre comme secrétaire. Alexandre ne cesse de répéter  :  « mais c'est pas parlementaire, c'est pas parlementaire » - Fin- Rideau